# Austranillus
Austranillus is een geslacht van kevers uit de familie van de loopkevers (Carabidae). De wetenschappelijke naam van het geslacht is voor het eerst geldig gepubliceerd in 2005 door Giachino.

## Soorten
Het geslacht Austranillus is monotypisch en omvat slechts de volgende soort:
- Austranillus macleayi (Lea, 1906)